# ددوفسکی
ددوفسکی (به لاتین: Dedovsky) یک منطقهٔ مسکونی در روسیه است که در باشقیرستان واقع شده‌است.